# Wechsler Preschool and Primary Scale of Intelligence
 (octobre 2014).
Le Wechsler Preschool and Primary Scale of Intelligence est un test en vigueur dans l'éducation scolaire du Canada.

## Histoire
Mise au point en 1967 par David Wechsler, le but de cette échelle était de mesurer l’intelligence des enfants âgés de 4 ans à 6 ans et 6 mois. En 1989, ce test (WPPSI-R) a été révisé pour élargir les possibilités d’évaluation pour les plus jeunes. En 2002, une nouvelle édition (WPPSI-III) est créée et s’adresse alors aux enfants en deux versions : de 2 ans et 6 mois à 3 ans et 11 mois, et de 4 ans à 7 ans et 3 mois. Le but de ce test est d’évaluer, à l’aide d’un instrument standardisé, une variété d’aptitudes pour rendre compte des différents aspects de l’intelligence. Le rendement de l’enfant donne un score composite qui équivaut à une estimation de la capacité de l’individu à comprendre le monde et à y faire face.
La 4ème version du test sera éditée en 2012 et publiée en France en 2014. Elle met en avant des passations plus agréables et rapides pour les enfants avec moins d'items par subtests et une limite élargie au niveau des échecs : il faut maintenant 3 erreurs dans la plupart des subtests pour considérer ce dernier comme échoué au lieu de 5.

## Sous-tests

### Pour les enfants de 2 ans et 6 mois à 3 ans et 11 mois

#### Échelle verbale
- Vocabulaire réceptif : l’enfant doit pointer une des 4 images qui représentent le plus le mot demandé. 38 items et aucune limite de temps pour ce sous-test.
- Information : 34 items où l’enfant montre ses connaissances à propos d’évènements ou d’objets de son environnement. Il doit trouver des relations entre les faits. Les items 1 à 6 doivent être pointés sur un dessin et les items suivants doivent être répondus oralement.
- Images à nommer(Supplémentaire) : l’enfant doit nommer l’objet enlevé d’une image qui lui a été présentée précédemment. 30 items à répondre sans limite de temps.

#### Échelle de performance
- Blocs : 20 items que l’enfant doit analyser et reproduire à l’aide de cubes d’une ou deux couleurs. La figure est présentée par l’examinateur pour les items 1 à 12 puis par un dessin dans le livret de Stimuli.
- Assemblage d’objets : 6 boîtes de casse-tête couleur. L’examinateur les place à l’enfant et celui-ci doit les assembler pour former un tout significatif dans un temps donné.

#### Langage général (optionnel)
- Vocabulaire réceptif : voir ci-dessus
- Images à nommer : voir ci-dessus

### Enfants de 4 ans à 7 ans et 3 mois

#### Échelle Verbale
- Information : voir ci-dessus
- Vocabulaire : l’enfant doit regarder des images et donner le nom de l’objet (item 1 à 5). Pour les items 6 à 25, l’enfant doit définir le mot lu à voix haute par l’examinateur. Donc, 25 items composent ce sous-test.

#### Raisonnements de mots
L’enfant doit trouver un objet commun ou un concept. L’examinateur donne un indice à la fois, jusqu’à concurrence de 3, qui aide au fur et à mesure l’enfant à trouver ce dont on parle. 28 items sans limite de temps.
- Compréhension (Supplémentaire) : 28 items qui couvrent plusieurs domaines et activités familières à l’enfant. Il doit expliquer la raison de ces actions et les conséquences de certains évènements.
- Similarités (Supplémentaire) : l’enfant doit répondre à la question en disant comment 2 objets ou 2 concepts se ressemblent, sont semblables. Le test comprend 24 paires de mots qui ont une similarité.

#### Échelle de Performance
- Blocs : voir ci-dessus
- Matrice : des matrices colorées sont présentées individuellement. Chacune a une partie manquante et l’enfant doit choisir entre 4 ou 5 choix quelle image complète la matrice. 29 items sans limite de temps.
- Concepts en image : l’enfant doit faire des liens entre les différents dessins situés sur deux ou trois rangées. Il doit choisir un item par rangée qui a un lien avec un autre de chaque rangée, et ainsi former un concept. Ce test contient 28 items et n’a pas de limite de temps.
- Image à compléter (Supplémentaire) : l’enfant doit indiquer les éléments manquants sur un dessin en le nommant ou le pointant. Il a 32 images et il n’y a pas de limite de temps.
- Assemblage d’objet (Supplémentaire) : voir ci-dessus

#### Vitesse de traitement
- Code : l’enfant doit copier des symboles en appariant 2 symboles ensemble. 5 items de pratique suivis de 59 formes constituent le sous-test. L’enfant est limité dans le temps.
- Repérage de symbole (Supplémentaire) : l’enfant doit regarder un symbole au début de la ligne et doit dire s’il se retrouve dans la séquence de symboles qui suit. L’enfant a 120 secondes pour faire la tâche.

#### Langage général (optionnel)
- Vocabulaire réceptif : voir ci-dessus
- Images à nommer : voir ci-dessus

## Fidélité et validité
Cet instrument d’évaluation possède une bonne validité et une bonne fidélité test-retest.
Standardisation : Le WPPSI-III a été administré à 1 700 enfants à travers les États-Unis. La méthode d’échantillonnage est un échantillon stratifié en utilisant les caractéristiques démographiques telles que l’âge, le sexe, l’ethnie, l’éducation parentale et la région géographique. 100 garçons et 100 filles composent les 8 premiers groupes d’âge de 2-6 à 7-0 ans. 50 garçons et 50 filles composent l’échantillon de 7-0 à 7-3 ans.

## Valeur diagnostique et utilité
Recommandé dans l’évaluation de la capacité intellectuelle sur trois plans : éducation, clinique et en recherche. Ce test permet de diagnostiquer les problèmes liés au fonctionnement intellectuel de l’enfant et de lui attribuer un score équivalent au Quotient Intellectuel. Par ailleurs, l’interprétation de ce test permet de cibler les forces et les faiblesses personnelles de l’enfant. Le WPPSI-III utilise une moyenne de 100 et un écart-type de 15. Pour les sous-tests, la moyenne est de 10 et l’écart-type de 3. Cependant, ce test ne peut être utilisé seul pour émettre un diagnostic de tout ordre.
Un score total atteignant ou dépassant 135 de QI permet de rejoindre Intertel, une association d'individus à QI élevé.

## Les apports
Il est standardisé auprès d’enfants francophones du Canada. Il permet de situer un élève par rapport à son groupe de référence, représenté par les autres élèves du même âge, en ce qui concerne son résultat à l’échelle globale ainsi qu’aux différentes composantes. Il permet de détecter les forces et faiblesses personnelles de l’enfant par rapport à ses résultats aux différents sous-tests.

## Les limites
1. Bien qu’il soit standardisé sur des jeunes francophones du Canada, l’échantillon n’est pas pris au Québec. Il s’agit de normes franco-ontariennes. Peu de sous-tests sont présentés aux enfants de 2-6 ans à 3-11 ans.
2. On ne peut faire l’évaluation de l’étendue du fonctionnement intellectuel global à l’aide de ces 4 sous-tests.
3. Limite des scores attribuables pour les enfants qui ont un fonctionnement très, très faible ou très, très élevé.
4. Certains sous-tests sont difficiles à administrer.